# Лоди (династия)
Династия Лоди (пушту د لوديانو واکمني‎) — династия, происходившая из афганского племени гильзаи, правившая Делийским султанатом в последний период его существования, с 1451 по 1526 годы. Династия получила власть когда Ала ад-дин Алам-шах, последний султан из династии Саййид, отрекся от престола в пользу губернатора Пенджаба основателя династии Лоди Бахлул-хана Лоди. Последнего сменил на престоле его сын Сикандар-шах Лоди, правивший с 1489 по 1517 годы. Третий и последний султан из этой династии Ибрахим-шах Лоди, младший сын Сикандар-шаха Лоди, был разгромлен Бабуром в битве при Панипате 1526 года, после чего Делийский султанат прекратил существование, а его сменила Империя Великих Моголов.